# Culture axénique
 (mai 2025).
Si vous disposez d'ouvrages ou d'articles de référence ou si vous connaissez des sites web de qualité traitant du thème abordé ici, merci de compléter l'article en donnant les références utiles à sa vérifiabilité et en les liant à la section « Notes et références ».
En biologie, une culture axénique est une culture exempte de tous germes saprophytes ou pathogènes. Les premières cultures axéniques ont été réalisées avec des bactéries ainsi qu'avec des  organismes unicellulaires eucaryotes, mais elles sont aussi possibles sur des organismes multicellulaires tels que des animaux.
Les expérimentations sur des animaux ou végétaux axéniques, indemnes de tout micro-organisme, se distingue de celles sur des organismes gnotoxéniques contaminés expérimentalement par une flore microbienne définie.

## Préparation
Les cultures axéniques de microorganismes sont généralement obtenues en effectuant une série de dilutions d'une culture mixte préexistante. Cette culture est diluée successivement, jusqu'au point où les échantillons prélevés contiennent quelques organismes individuels (dans le cas d'espèces asexuées). Ces sous-cultures peuvent ensuite pousser jusqu'à ce qu'il soit possible de les caractériser. La sélection de ces cultures constituées uniquement d'un organisme forme la culture axénique souhaitée.
Les cultures axéniques sont régulièrement contrôlées afin de vérifier leur caractère axénique. L'une des approches standard avec les microorganismes est d'étaler une des cultures dans une boîte de culture et de les incuber pour un temps donné. La boîte doit être un milieu de culture enrichi qui peut permettre le développement de la culture ainsi que celui des éventuels agents contaminants. Le développement de ces agents permettra d'en déduire que la culture n'est plus axénique.

## Utilisation expérimentale
Les cultures axéniques dérivant d'un faible nombre d'organismes ou même d'un organisme unique, elles peuvent être particulièrement utiles, car les organismes présentent un génome fortement similaire. Dans le cas d'espèces asexuées dérivées d'un seul individu, la culture résultante devrait consister d'organismes clonés (bien que les mécanismes tels que la mutation et les transferts horizontaux de gènes introduisent une légère variabilité). Par conséquent, ces organismes réagissent généralement de manière plus uniforme et reproductible, ce qui simplifie l'interprétation des expériences.

### Problèmes
La culture axénique de certains agents infectieux est cependant parfois plus complexe. Ils se développent normalement dans les tissus d'hôte qui présentent des propriétés difficiles à reproduire in vitro. Cela est particulièrement vrai pour les parasites intracellulaires. Cependant, une réplication soignée des principales caractéristiques du milieu d'accueil peut résoudre ces difficultés (par exemple des métabolites d'accueil, l'oxygène dissous), tel qu'avec l'agent infectieux de la fièvre Q Coxiella burnetii.